# Chipindo
Chipindo è un municipio dell'Angola appartenente alla provincia di Huíla. Ha 33.244 abitanti (stima del 2006).